# زیکاتلاکویان
زیکاتلاکویان (به اسپانیایی: Tzicatlacoyan (municipality)) یک منطقهٔ مسکونی در مکزیک است که در پوئبلا واقع شده‌است.